# Protobothrops xiangchengensis
Protobothrops xiangchengensis — вид змій родини гадюкових (Viperidae). Трапляється у Китаї у провінціях Сичуань та Юньнань. Мешкає у місцевостях на висоті до 3100 м над рівнем моря.